# Emirates
Emirates (arabisch طَيَران الإمارات, DMG Ṭayarān al-Imārāt) ist die nationale Fluggesellschaft des Emirats Dubai in den Vereinigten Arabischen Emiraten mit Sitz in Dubai und Basis auf dem Flughafen Dubai. Sie wurde 1985 gegründet, zählt heute zu den weltweit größten Fluggesellschaften und ist Mitglied der Arab Air Carriers Organization.

## Geschichte

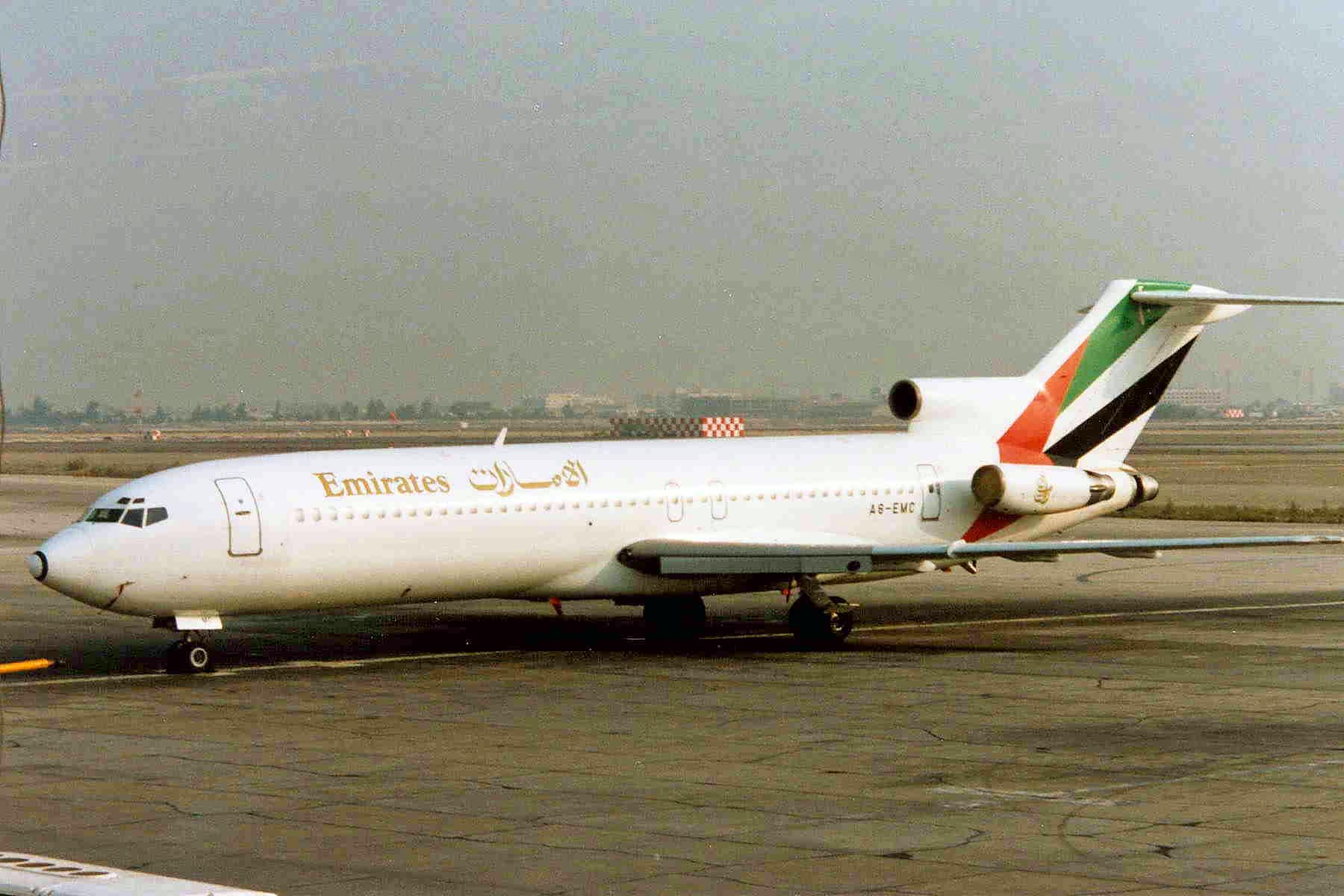
Boeing 727-200 der Emirates im Jahr 1991

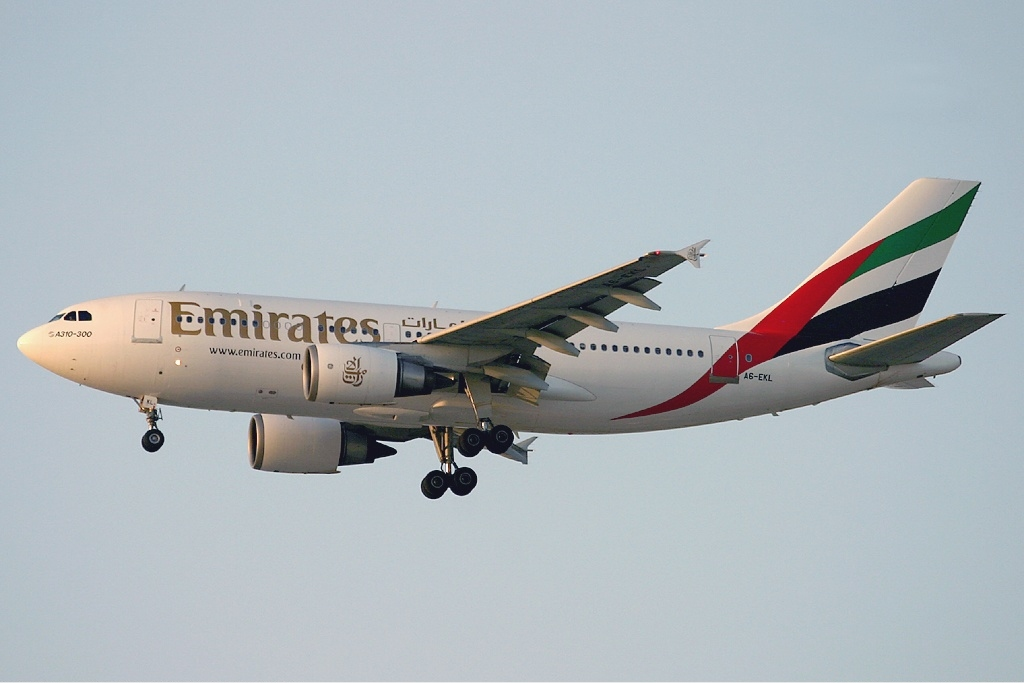
Airbus A310-300 der Emirates im Jahr 2005

### Gründung 1985
Emirates wurde im Mai 1985 von der Regierung im Emirat Dubai in den Vereinigten Arabischen Emiraten gegründet und wurde anfangs zur direkten Konkurrenz zu Gulf Air, an der sich das Emirat Abu Dhabi beteiligte. Emirates startete ihren Flugbetrieb am 25. Oktober 1985 mit der Aufnahme von Flügen nach Mumbai, Neu-Delhi und Karatschi. Als Fluggerät wurden Boeing 727-200 benutzt, von denen eine von Hapag-Lloyd Flug und zwei von der Dubai Royal Air Wing stammten.
Es folgte der Einsatz von geleasten Airbus A300B4 der Pakistan International Airlines. Sie wurden so lange weiter genutzt, bis die ersten eigenen Airbus A310-300 am 1. Juli 1987 in Betrieb genommen wurden.
Das Streckennetz wurde im Juni 1987 auf Europa – anfangs nur London-Gatwick – ausgeweitet.

### 1990er Jahre
Ab Juni 1990 wurde auch der Ferne Osten mit Zielen in Thailand, Philippinen und Singapur angeflogen.
Anfang der 1990er Jahre war Emirates eine der am stärksten wachsenden Fluggesellschaften der Welt. 1993 wurden 1,6 Millionen Passagiere und 68.000 Tonnen Fracht befördert. Auch der zweite Golfkrieg änderte daran nichts, Emirates führte trotz der Kriegshandlungen weiter Flüge im Nahen Osten durch. Ab Herbst 1993 wuchs das Netz weiter, nachdem man Abkommen mit Cyprus Airways und US Airways abschließen konnte.
Zum 1. April 1995 bestand die Flotte aus zwei Boeing 727-200, zehn Airbus A310 und sechs A300 bei 37 Zielen in 30 Ländern. Von 1996 an kamen sieben Boeing 777-200 zur Flotte, wodurch Emirates vor allem Ziele in Australien erschließen konnte.
Am 1. April 1998 schloss Emirates einen Vertrag mit der Regierung von Sri Lanka, das Management von Air Lanka, die seit 1999 unter dem Namen SriLankan Airlines auftritt, zu führen. Der Vertrag mit einer Laufzeit von zehn Jahren wurde von Emirates nicht verlängert und endete somit im April 2008. Die Anteile von Emirates mit einem damaligen Wert von 150 Millionen US-Dollar gingen danach in den Besitz der Regierung von Sri Lanka über.
1998 startete die Frachttochter Emirates Sky Cargo, vorher waren Frachtgüter in den Passagiermaschinen mitgeführt worden. Das erste Flugzeug für Sky Cargo war eine im Wet-Lease mit Atlas Air betriebene Boeing 747-200F.

### 2000er Jahre
Im Jahre 2000 führte Emirates das Vielfliegerprogramm Skywards ein, welches mittlerweile (Stand Januar 2023) über 30 Millionen Mitglieder hat.
Emirates beförderte im Geschäftsjahr 2005 14,5 Millionen Passagiere sowie 1,02 Millionen Tonnen Fracht und hatte 17.300 Mitarbeiter. Mit 103 Flugzeugen wurden zu diesem Zeitpunkt 85 Ziele in über 54 Ländern bedient. Im Geschäftsjahr 2006/2007 konnte die Fluggesellschaft den Trend fortsetzen. Die Passagierzahlen stiegen um weitere 21 Prozent. Das Unternehmen beschäftigte rund 20.273 Mitarbeiter.
Ende März 2005 wurden die ersten beiden von 30 bestellten Boeing 777-300ER mit einem Auftragsvolumen von 9,7 Milliarden US-Dollar an die Fluggesellschaft ausgeliefert. Auf der Farnborough International Airshow 2006 unterzeichnete Emirates einen Vertrag über den Kauf von zehn Frachtflugzeugen des Typs Boeing 747-8F mit einem Auftragsvolumen von 3,3 Milliarden US-Dollar.
Seit 2007 ist es erlaubt, in den Flugzeugen der Emirates mit Mobiltelefonen zu telefonieren.
Emirates war einer der ersten Besteller des Airbus A380 und auch mit derzeit 140 Bestellungen mit Abstand der größte und wichtigste Kunde für den Großraumjet. Das erste Exemplar wurde an Emirates am 28. Juli 2008 in Hamburg ausgeliefert und flog ab 1. August 2008 täglich von Dubai zum John F. Kennedy International Airport. Die Auslieferung war die erste Übergabe einer A380 im Werk Hamburg.
Die unabhängige Billigfluggesellschaft Flydubai wird seit der Gründungsphase 2009 von Emirates unterstützt. Es besteht insofern eine Kooperation, als dass einige von Emirates derzeit nicht bediente Ziele durch Flydubai mit Dubai verbunden werden, darunter beispielsweise Belgrad.

### 2010er Jahre

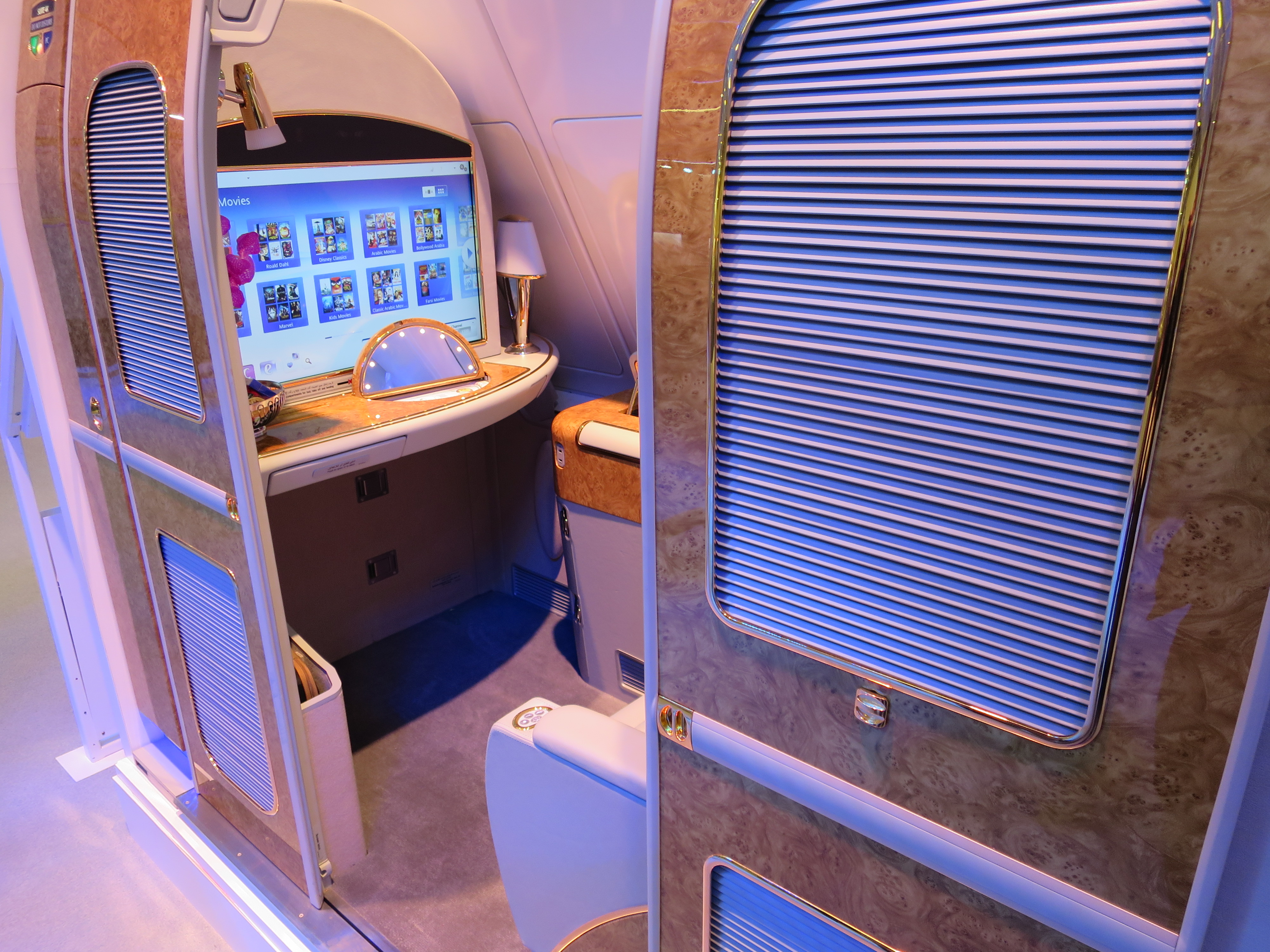
First Class an Bord eines Airbus A380-800 der Emirates

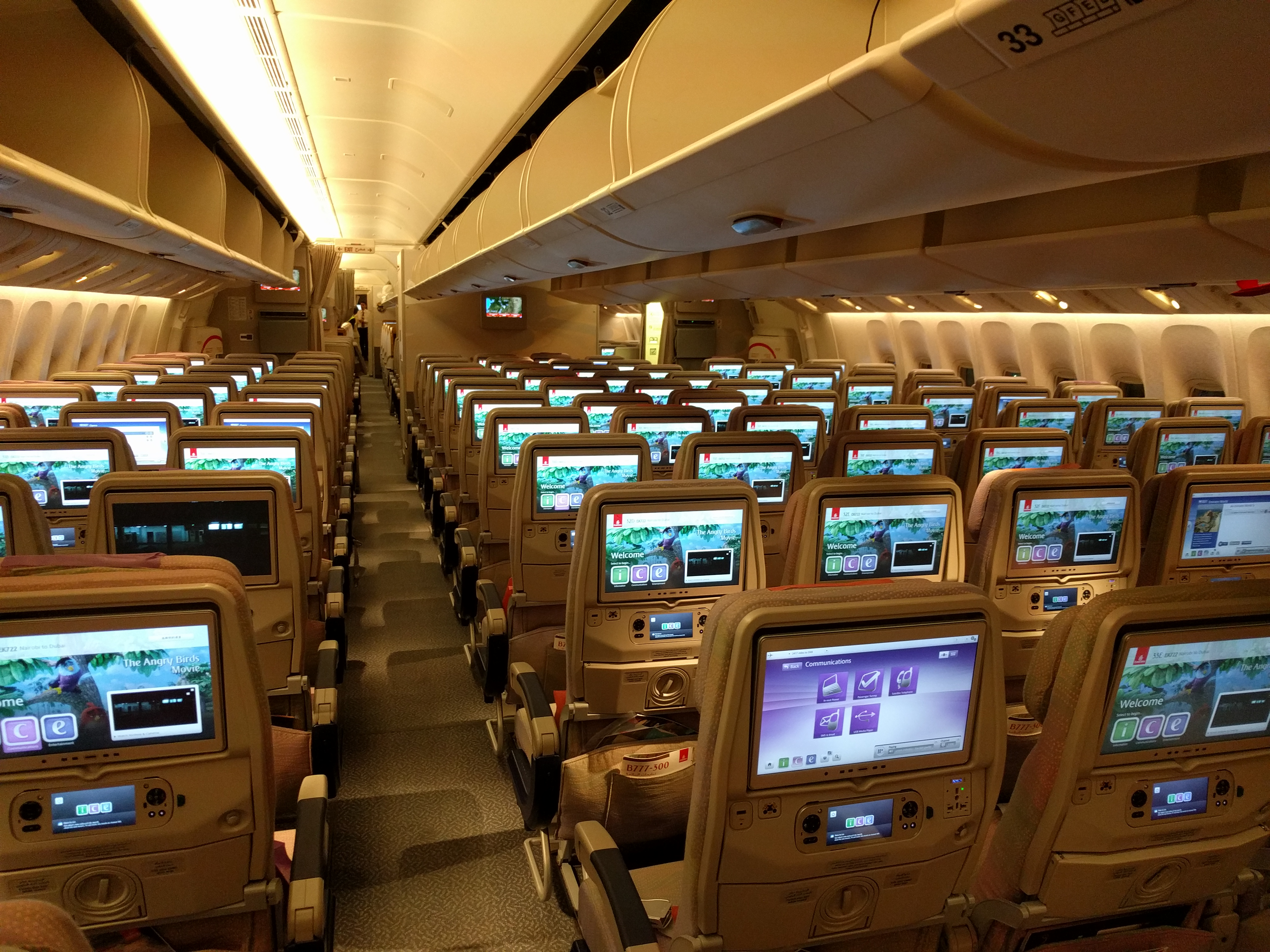
Neue Economy-Klasse an Bord einer Boeing 777-300ER der Emirates

Emirates rangierte 2010 unter den gewinnstärksten Fluggesellschaften der Welt auf Platz zwei.
Am 8. Juni 2010 bestellte Emirates weitere 32 A380-800 und wird voraussichtlich im Jahr 2017 insgesamt 90 Flugzeuge des Typs besitzen. Im November 2011 bestellte Emirates zudem 50 Langstreckenflugzeuge des Typs Boeing 777-300ER mit einem Auftragsvolumen von 19 Milliarden Euro.
Seit dem 25. November 2011 fliegt Emirates mit der A380 nach München und war damit die erste ausländische Gesellschaft, die ein Ziel in Deutschland planmäßig mit diesem Muster bediente.
Im Juli 2012 vereinbarte die australische Qantas eine Kooperation mit Emirates. Diese sollte dabei Flugziele wie beispielsweise Frankfurt am Main via Dubai mit Sydney und weiteren australischen Zielen verbinden. Nachdem die australischen Wettbewerbsbehörden am 27. März 2013 grünes Licht für die Kooperation für zunächst fünf Jahre gaben, begann die Zusammenarbeit am 1. April 2013. Qantas nutzt im Zuge dieser Zusammenarbeit statt Singapur fortan Dubai als Drehkreuz für Flüge zwischen London und Australien, Frankfurt als Qantas’ zweites europäisches Ziel wurde im Rahmen der Zusammenarbeit mit Emirates eingestellt und dieser überlassen.
Die Gesellschaft ist seit Jahren stark expandierend, was sich auch in der Entwicklung der Flotte und des Streckennetzes zeigt. Das Wachstum von Emirates ist eng mit der aufstrebenden Wirtschaftsmetropole Dubai verknüpft. Ein großer Teil der Fluggäste nutzt die Umsteigeverbindungen von Emirates über den Flughafen Dubai zum Weiterflug nach Fernost sowie Australien und Neuseeland.
Gemessen an den Passagierkilometern rangierte Emirates im Jahr 2012 unter den größten Fluggesellschaften hinter vier US-amerikanischen Gesellschaften auf Platz fünf der Weltrangliste. Nach FedEx und UPS Airlines belegte die Luftfracht-Division Emirates SkyCargo 2012 nach Tonnenkilometern Platz drei unter den größten Frachtfluggesellschaften der Welt.
Am 11. Juni 2014 stornierte Emirates ihre gesamte Bestellung über 70 Airbus A350, da die Maschine zu klein für das weitere Wachstum der Gesellschaft sei. Stattdessen bestellte sie 150 Flugzeuge der Boeing-777X-Familie und erwarb Kaufrechte für 50 weitere Flugzeuge. Boeing geht davon aus, dass Emirates alle 200 Boeing 777X abnehmen werde. Außerdem wurden 52 weitere Airbus A380-800 bestellt mit einem Auftragsvolumen von ungefähr 25 Milliarden US-Dollar. Somit werden insgesamt 142 Flugzeuge des Typs Teil der Flotte sein.
Im November 2016 musterte Emirates die letzten Airbus A330 und Airbus A340 aus.
Nach einer spezifischen Terrorwarnung verweigerte Emirates im Dezember 2017 Passagierinnen mit tunesischem Pass die Mitreise. Tunesien entzog daraufhin Emirates die Landerechte.
Am 18. Januar 2018 bestellte Emirates weitere 36 Airbus A380. 20 davon als fix und 16 als im Vertrag festgelegte Option. Damit verhinderte Emirates das vorzeitige Aus des A380.
Am 14. Februar 2019 bestätigte Emirates, dass sie nur noch 14 Airbus A380 bis 2021 übernehmen werden. Infolgedessen gab Airbus-Chef Tom Enders bekannt, die Fertigung des Airbus A380 aufgrund mangelnder Nachfrage einzustellen. Im gleichen Zuge bestellte Emirates 40 Airbus A330neo und A350-900, die aufgrund ihrer neueren Triebwerke attraktiver für Emirates sind.
Im September 2019 gab Emirates bekannt, die Flottenstrategie weiter zu überprüfen und sich perspektivisch auf zweistrahlige und kompakte Flugzeuge zu konzentrieren. Der A380 soll innerhalb der nächsten 10-15 Jahre bei Emirates stillgelegt werden.

### Seit 2020
Auf Grund des starken Rückgangs der Passagierzahlen in der globalen Luftfahrt wegen der Covid-19-Pandemie und Vorgaben durch die Vereinigten Arabischen Emirate stellte Emirates am 25. März 2020 vorübergehend seine Passagierflüge ein. Weiterhin zugelassen waren Evakuierungs- und Frachtflüge. Da man davon ausging, dass die Erholung im weltweiten Luftverkehr einige Jahre dauern könnte, prüfte Emirates die Entlassung von rund 30 Prozent der Belegschaft und die zügigere Stilllegung älterer A380-Maschinen.
Im Finanzjahr 2021–2022 erhielt Emirates von der Regierung Dubais eine nicht rückzahlbare Subvention von 3,5 Milliarden Dirham (910 Millionen Euro), nachdem die Fluggesellschaft schon im Vorjahr einen Zuschuss von 11,3 Milliarden Dirham (2,9 Milliarden Euro) von der Regierung bekommen hatte.
Im April 2024 wurde der Plan von Emirates bekannt gegeben, spätestens 2034 ihr Drehkreuz an den Flughafen Dubai-World Central zu verlegen.

## Emirates Group

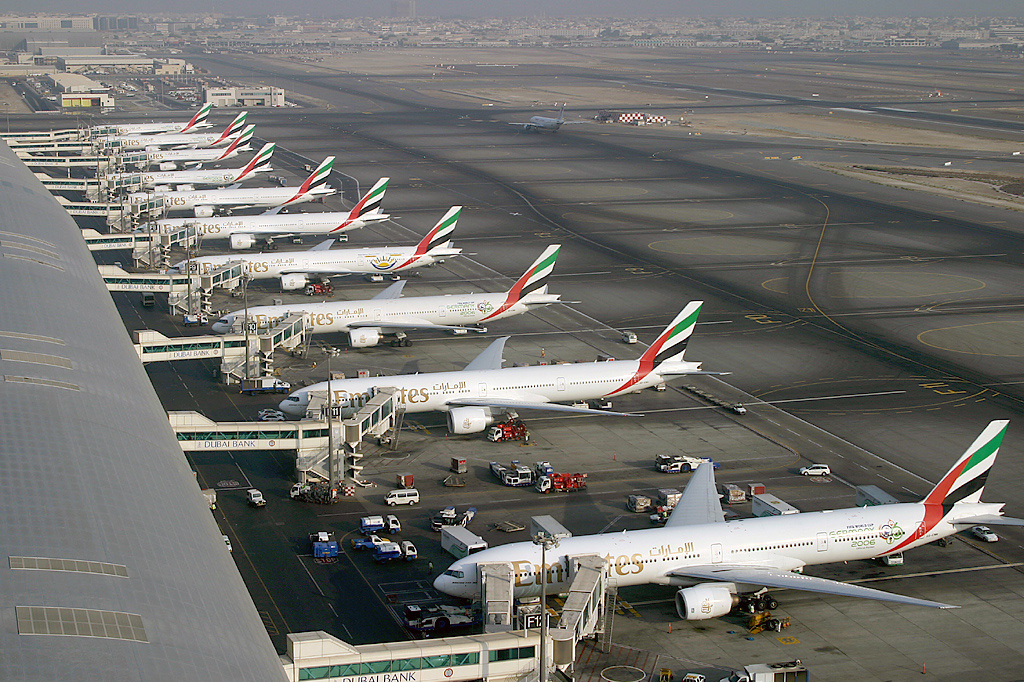
Mehrere Boeing 777 der Emirates auf ihrer Heimatbasis in Dubai

Emirates bildet den größten Teil des Mischkonzerns The Emirates Group, der sich im Besitz des Emirats Dubai befindet und durch den Vorsitzenden Scheich Ahmad ibn Said Al Maktum sowie den Geschäftsführer Tim Clark geleitet wird. Die Organisationsform ist durch eine sehr flache Hierarchie und entsprechend kurze Entscheidungswege gekennzeichnet, was nicht zuletzt daran liegt, dass sämtliche Leitungs- und Entscheidungsfunktionen bei der Herrscherfamilie, also den Eigentümern, gebündelt sind.
Die Emirates Group ist ein Mischkonzern und besteht aus folgenden, zur Fluglinie komplementären und meist touristischen Bereichen bzw. Divisionen:
- Emirates SkyCargo (Luftfracht und Logistik)
- Skywards (Vielfliegerprogramm)
- Emirates Engineering (Wartung; auch von anderen Fluggesellschaften nutzbar)
- Emirates Aviation College (Ausbildung)
- Destination & Leisure Management
- Emirates Hotels & Resorts
- EmQuest (IT-Services & Datenlieferant)
- EFTA – Emirates Flight Training Academy (Flugschule für Verkehrspiloten)

## Flugziele

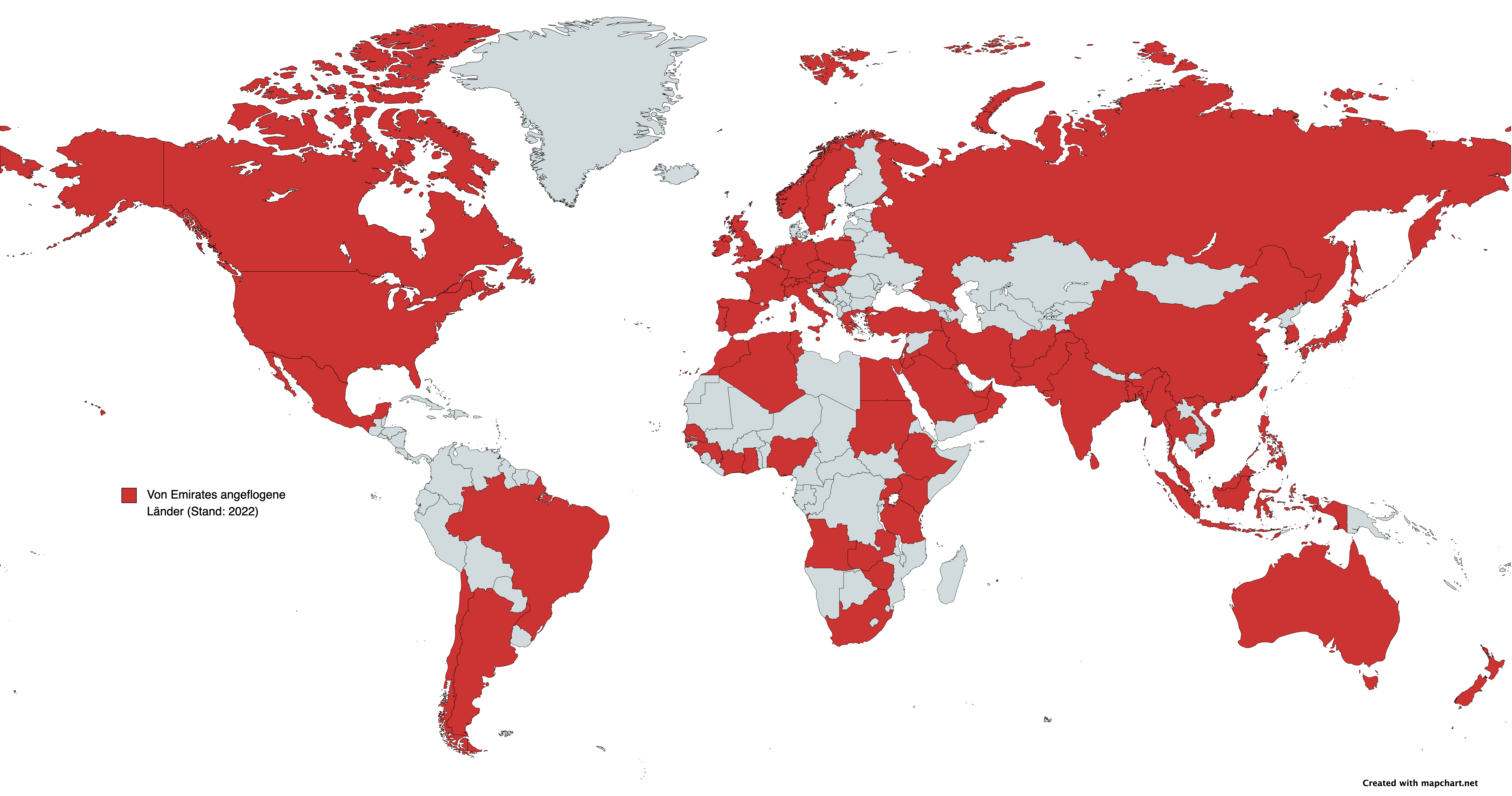
Von Emirates angeflogene Länder (Stand: 2022)

Emirates bedient zahlreiche Ziele in Afrika, Asien, Europa, Nord- und Südamerika sowie in Australien und Neuseeland.
Im deutschsprachigen Raum werden in Deutschland Düsseldorf, Frankfurt, Hamburg und München angeflogen. Wien wird als einziges Ziel in Österreich bedient und in der Schweiz sind Genf und Zürich Ziele.

## Codesharing
Emirates unterhält Codeshare-Abkommen mit folgenden Fluggesellschaften:
- Air Malta
- Alaska Airlines
- Air Mauritius
- Bangkok Airways
- Condor[33]
- Copa Airlines
- Flybe
- Japan Airlines
- Jetblue Airways
- Jetstar Airways
- Jetstar Asia Airways
- Korean Air
- Malaysia Airlines
- Qantas
- S7 Airlines
- South African Airways
- TAP Portugal
- Thai Airways International
- TGV Air
- Westjet

Mit Flydubai besteht ein Kooperationsabkommen.

## Flotte

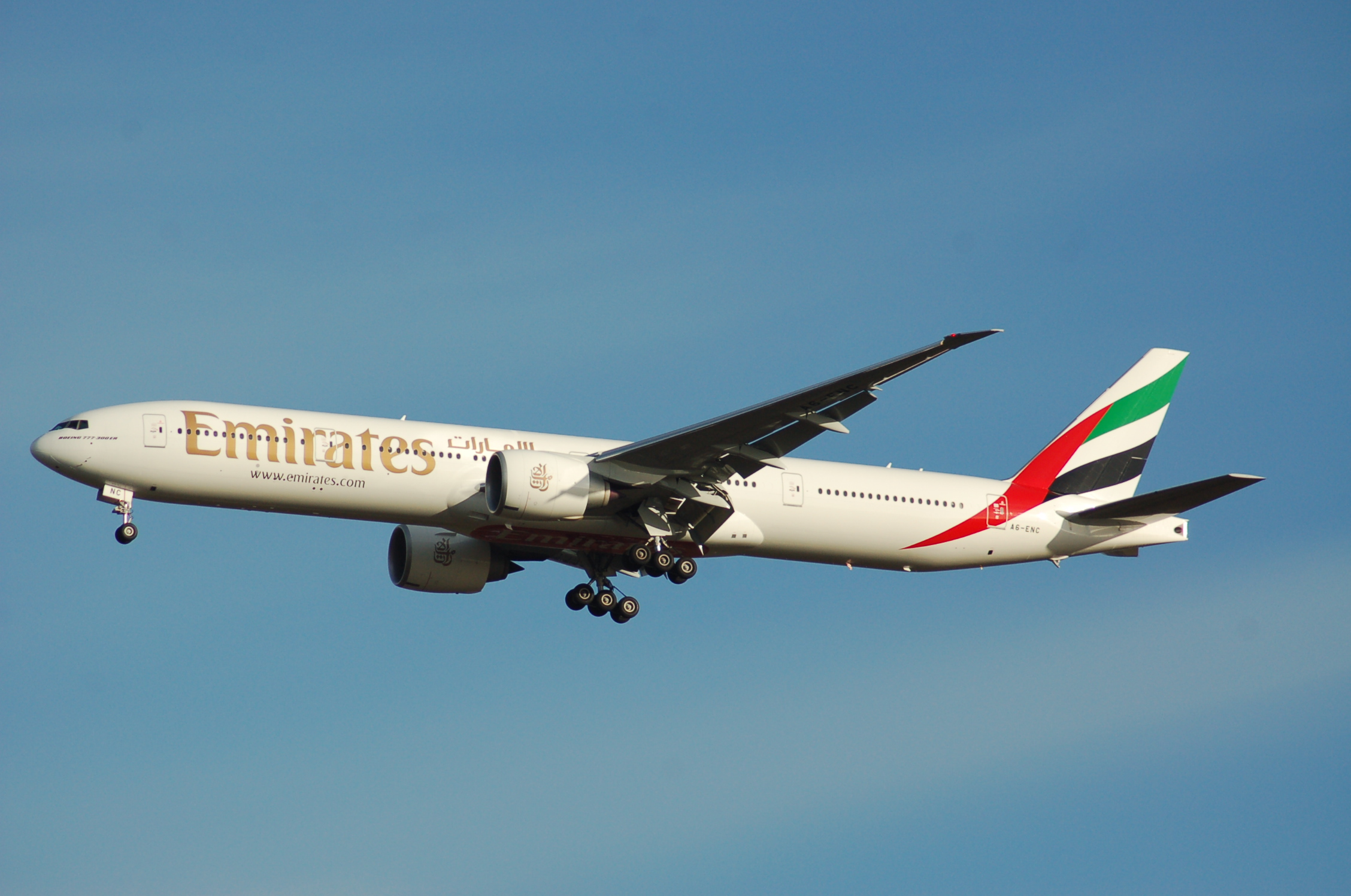
Boeing 777-300ER der Emirates

### Aktuelle Flotte
Mit Stand Februar 2025 besteht die Flotte der Emirates aus 260 Flugzeugen mit einem Durchschnittsalter von 10,9 Jahren:
| Flugzeugtyp      | Anzahl | Bestellt | Anmerkungen                                                                                         | Sitzplätze (First/Business/Eco+/Eco)                                    | Durchschnittsalter |
| ---------------- | ------ | -------- | --------------------------------------------------------------------------------------------------- | ----------------------------------------------------------------------- | ------------------ |
| Airbus A319 ACJ  | 01     | 0        | Geschäftsreiseflugzeug; betrieben unter der Marke Emirates Executive                                | 19 (-/19/-/-)                                                           | 13,5 Jahre         |
| Airbus A350-900  | 03     | 62       | Auslieferungen seit November 2024                                                                   | 312 (-/32/21/259)                                                       | 0,3 Jahre          |
| Airbus A380-800  | 116    | 0        | 615-sitzige Ausführung ist der Flugzeugtyp mit der höchsten Passagierkapazität weltweit; 21 inaktiv | 484 (14/76/56/338) 489 (14/76/-/399) 517 (14/76/-/427) 615 (-/58/-/557) | 10,1 Jahre         |
| Boeing 777-200LR | 010    | 0        | eine inaktiv                                                                                        | 302 (-/38/-/264)                                                        | 16,7 Jahre         |
| Boeing 777-300ER | 120    |          | zwei inaktiv                                                                                        | 324 (6/38/24/256) 354 (6/42/-/306) 360 (8/42/-/310) 428 (-/42/-/386)    | 11,8 Jahre         |
| Boeing 777-8     | 0      | 35       | Lieferung frühestens ab 2026                                                                        | –offen–                                                                 |                    |
| Boeing 777-9     | 0      | 170      | Lieferung frühestens ab 2026                                                                        | –offen–                                                                 |                    |
| Boeing 777F      | 010    | 13       | Frachtflugzeuge der Emirates SkyCargo; eine inaktiv                                                 | Frachter                                                                | 7,2 Jahre          |
| Boeing 787-8     | 0      | 015      | | –offen–                                                                 |                    |
| Boeing 787-10    | 0      | 015      | | –offen–                                                                 |                    |
| Gesamt           | 260    | 310      | |                                                                         | 10,9 Jahre         |

### Sonderbemalungen
Aktuelle Sonderbemalungen
| Flugzeugtyp      | Luftfahrzeugkennzeichen            | Bemalung                     | Bild |
| ---------------- | ---------------------------------- | ---------------------------- | --- |
| Airbus A380-800  | A6-EEJ A6-EUJ A6-EUK               | „Journey to the Future“      | Bild gesucht Die Wikipedia wünscht sich an dieser Stelle ein Bild. Weitere Infos zum Motiv findest du vielleicht auf der Diskussionsseite . Falls du dabei helfen möchtest, erklärt die Anleitung , wie das geht. |
| Airbus A380-800  | A6-EER                             | „United for Wildlife“        | |
| Airbus A380-800  | A6-EES A6-EEU                      | „Destination Dubai“          | Bild gesucht Die Wikipedia wünscht sich an dieser Stelle ein Bild. Weitere Infos zum Motiv findest du vielleicht auf der Diskussionsseite . Falls du dabei helfen möchtest, erklärt die Anleitung , wie das geht. |
| Airbus A380-800  | A6-EEW A6-EOT                      | „Dubai Expo“                 | |
| Airbus A380-800  | A6-EEX A6-EOE A6-EUU A6-EVG A6-EVQ | „Year of the Fiftieth“       | |
| Airbus A380-800  | A6-EON                             | „Expo 2020 (Sustainability)“ | |
| Airbus A380-800  | A6-EOQ A6-EOS                      | „Expo 2020 (Mobility)“       | |
| Boeing 777-300ER | A6-EGB A6-EGE A6-EPB A6-EPO A6-EQM | „Year of the Fiftieth“       | |

Ehemalige Sonderbemalungen
| Flugzeugtyp      | Luftfahrzeugkennzeichen                          | Bemalung                                 | Bild |
| ---------------- | ------------------------------------------------ | ---------------------------------------- | ---- |
| Airbus A380-800  | A6-EDG A6-EEI A6-EER A6-EOM                      | „United for Wildlife“                    |      |
| Airbus A380-800  | A6-EEA A6-EEY A6-EOA A6-EOB A6-EOE A6-EOU A6-EOV | „Expo 2020 (Opportunity)“                |      |
| Airbus A380-800  | A6-EEB A6-EES A6-EUA                             | „FC Arsenal“                             |      |
| Airbus A380-800  | A6-EEH                                           | „The sky is only the beginning“          |      |
| Airbus A380-800  | A6-EEQ                                           | „2014 FIFA World Cup“                    | –    |
| Airbus A380-800  | A6-EER A6-EES                                    | „FA Cup“                                 |      |
| Airbus A380-800  | A6-EES A6-EEU                                    | „Dubai Expo“                             | –    |
| Airbus A380-800  | A6-EET A6-EOT A6-EUB                             | „Paris Saint-Germain“                    |      |
| Airbus A380-800  | A6-EET A6-EOG                                    | „AC Mailand“                             | –    |
| Airbus A380-800  | A6-EEU A6-EOG A6-EUA A6-EUV A6-EUZ               | „Year of Zayed 2018“                     |      |
| Airbus A380-800  | A6-EEU                                           | „Rugby World Cup Japan 2019“             | –    |
| Airbus A380-800  | A6-EEV                                           | „50th Anniversary – Dubai Rugby Sevens“  | –    |
| Airbus A380-800  | A6-EEW A6-EEZ A6-EOJ A6-EOK A6-EOL A6-EON A6-EOW | „Expo 2020 (Sustainability)“             |      |
| Airbus A380-800  | A6-EOA A6-EOD A6-EUG A6-EUW                      | „Real Madrid“                            |      |
| Airbus A380-800  | A6-EOC A6-EOD A6-EOF A6-EOT A6-EVH               | „Expo 2020 (Mobility)“                   |      |
| Airbus A380-800  | A6-EOH                                           | „England & Wales 2019 Cricket World Cup“ |      |
| Airbus A380-800  | A6-EON                                           | „Los Angeles Dodgers“                    |      |
| Airbus A380-800  | A6-EVB                                           | „EK2019 Year of Tolerance“               |      |
| Airbus A380-800  | A6-EVE                                           | „ICC Men's T20 World Cup 2021“           | –    |
| Boeing 777F      | A6-EFL                                           | „Red Rose“                               |      |
| Boeing 777-200   | A6-EWJ                                           | „FC Arsenal“                             | –    |
| Boeing 777-200   | A6-EWJ                                           | „FC Arsenal Tour 2017“                   | –    |
| Boeing 777-300ER | A6-ECC A6-ECQ A6-EGB A6-ENI A6-EPB A6-EPD A6-EPK | „Expo 2020 (Mobility)“                   |      |
| Boeing 777-300ER | A6-ECD A6-ECU A6-ENG A6-ENM A6-ENR A6-EPO A6-EQO | „Expo 2020 (Opportunity)“                |      |
| Boeing 777-300ER | A6-ECE A6-ECY A6-EGZ A6-EPP A6-EQH               | „Year of Zayed 2018“                     |      |
| Boeing 777-300ER | A6-ECG                                           | „Real Madrid“                            | –    |
| Boeing 777-300ER | A6-ECV A6-EGE A6-ENQ                             | „2014 FIFA World Cup“                    |      |
| Boeing 777-300ER | A6-EGO                                           | „1,000th 777“                            |      |
| Boeing 777-300ER | A6-ENB A6-ENH A6-EPE A6-EPF A6-EPI A6-EPL A6-EPU | „Expo 2020 (Sustainability)“             |      |
| Boeing 777-300ER | A6-EPA A6-EPM                                    | „Benfica Lissabon“                       |      |
| Boeing 777-300ER | A6-EPL A6-EPS                                    | „Hamburger SV“                           | –    |

### Ehemalige Flugzeugtypen

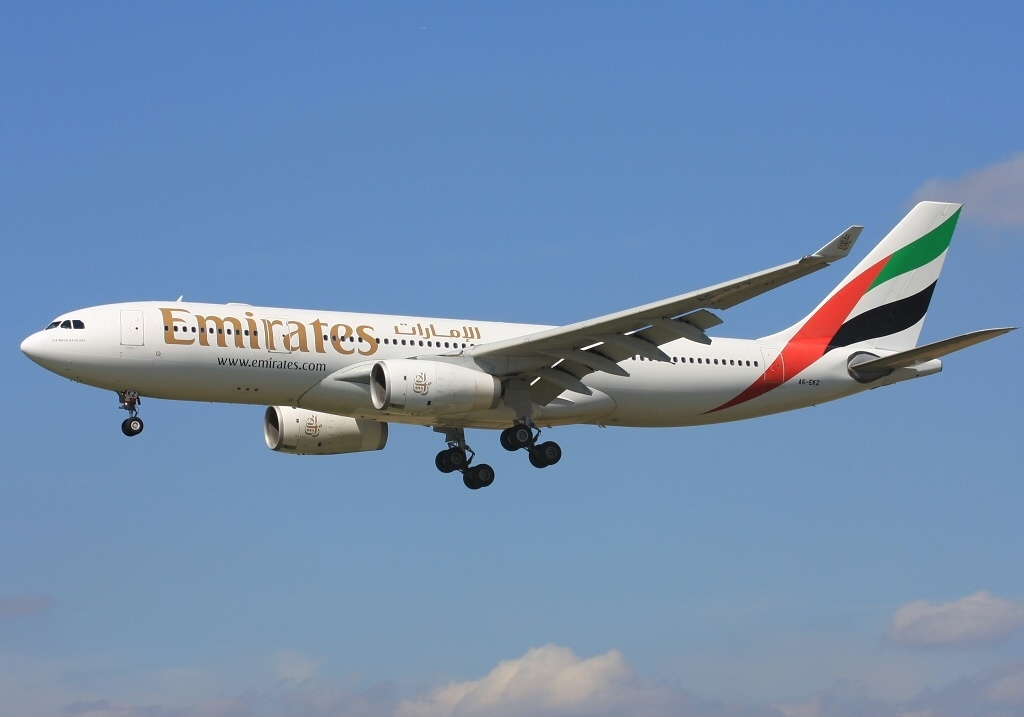
Ein inzwischen nicht mehr betriebener Airbus A330-200 der Emirates im Jahr 2010

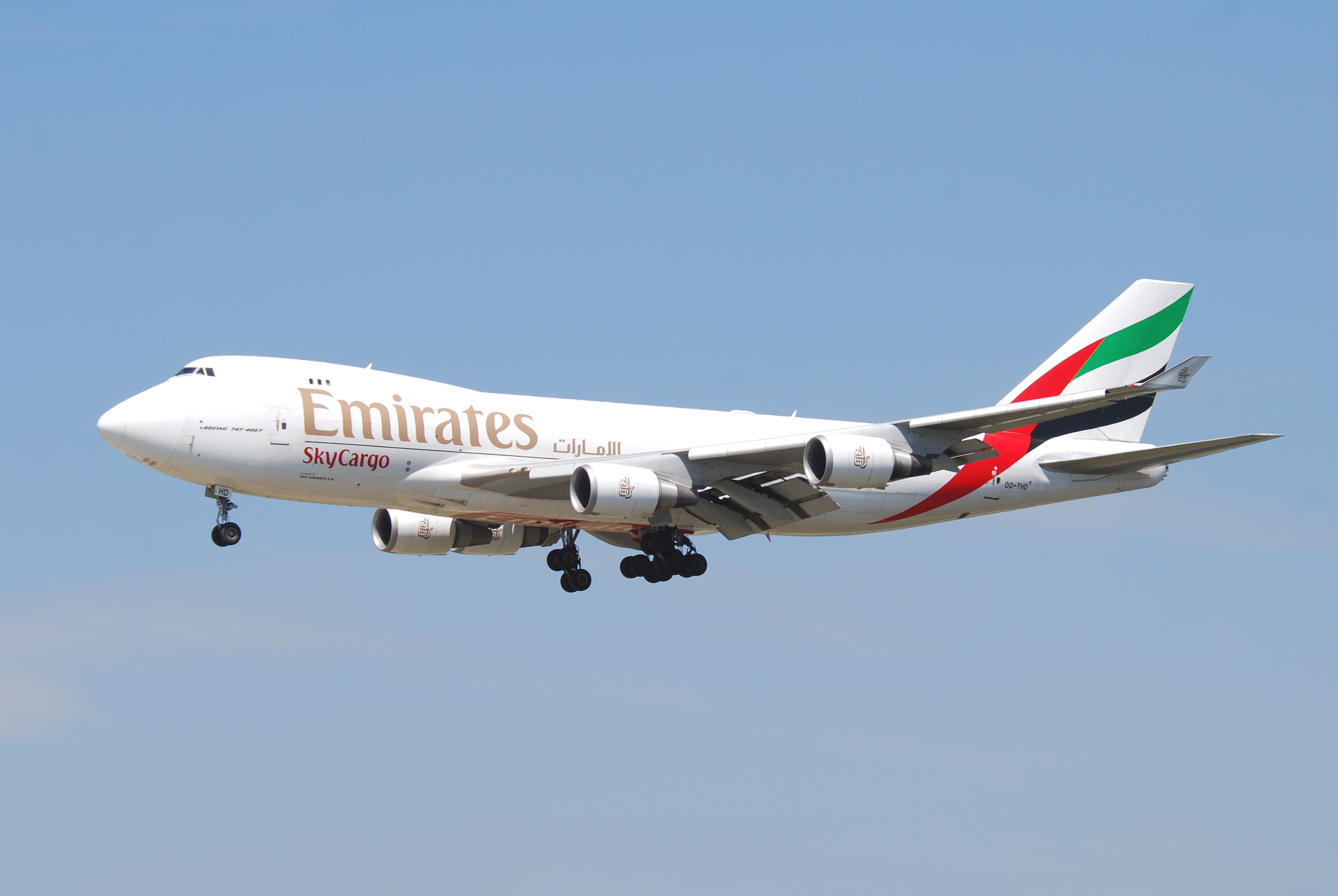
Eine inzwischen ausgeflottete Boeing 747-400F der Emirates SkyCargo aus dem Jahr 2011

In der Vergangenheit setzte Emirates unter anderem folgende Flugzeugtypen ein:
| Flugzeugtyp       | Anzahl | von  | bis  | Anmerkungen                                                                 |
| ----------------- | ------ | ---- | ---- | --------------------------------------------------------------------------- |
| Airbus A300B4-200 | 01     | 1985 | 1987 | betrieben durch PIA Pakistan International Airlines                         |
| Airbus A300-600   | 06     | 1989 | 2002 |                                                                             |
| Airbus A310-300   | 10     | 1987 | 2007 |                                                                             |
| Airbus A310-300F  | 03     | 2005 | 2009 | Frachtflugzeuge der Emirates SkyCargo                                       |
| Airbus A330-200   | 29     | 1999 | 2016 |                                                                             |
| Airbus A340-300   | 08     | 2003 | 2016 |                                                                             |
| Airbus A340-500   | 10     | 2003 | 2016 |                                                                             |
| Boeing 727-200    | 03     | 1986 | 1995 |                                                                             |
| Boeing 737-300    | 01     | 1985 | 1987 | betrieben durch PIA Pakistan International Airlines                         |
| Boeing 747-400F   | 04     | 2001 | 2013 | Frachtflugzeuge der Emirates SkyCargo; betrieben durch Atlas Air            |
| Boeing 747-400F   | 02     | 2016 | 2017 | Frachtflugzeuge der Emirates SkyCargo; betrieben durch ASL Airlines Belgium |
| Boeing 777-200    | 03     | 1996 | 2015 |                                                                             |
| Boeing 777-200ER  | 06     | 1997 | 2016 |                                                                             |
| Boeing 777-300    | 12     | 1999 | 2019 |                                                                             |

## Zwischenfälle
Emirates hat in ihrer Geschichte vier Zwischenfälle mit einem Totalverlust einer Maschine zu verzeichnen:
- Am 20. März 2009 wurde ein Airbus A340-500 der Emirates beim Start auf dem Flughafen Melbourne (Australien) durch einen massiven Heckaufschlag auf der Startbahn (auch Tailstrike genannt) schwer beschädigt.[41] Der Untersuchungsbericht kam zu dem Ergebnis, dass die Fehleingabe des Startgewichtes – um 100 Tonnen zu niedrig – zu dem Unfall geführt hat.[42]

- Am 3. August 2016 um 12:38 Uhr Ortszeit verunglückte auf dem Flug von Thiruvananthapuram (Indien) nach Dubai eine Boeing 777-300 (Luftfahrzeugkennzeichen A6-EMW) bei der Landung auf dem Flughafen Dubai. An Bord befanden sich insgesamt 300 Personen; 282 Passagiere und 18 Besatzungsmitglieder.[43] Alle Insassen konnten sich über Notrutschen in Sicherheit bringen, bei den Löscharbeiten kam jedoch ein Feuerwehrmann ums Leben.[44] Das Flugzeug brannte vollständig aus (siehe auch Emirates-Flug 521).[45] Ein technisches Problem als Grund für den Zwischenfall wurde von den Untersuchungsbehörden ausgeschlossen.[46]

- Am 7. Januar 2017 geriet ein Geschäftsreiseflugzeug des Typs Bombardier Challenger 600 der deutschen MHS Aviation über der Arabischen See nahe Maskat (Oman) in die Wirbelschleppen eines Airbus A380-861 der Emirates.[47] Die Piloten der Challenger verloren dabei die Kontrolle über ihr Flugzeug, die Maschine wurde gewaltsam durchgewirbelt und stürzte 3.000 Meter in die Tiefe, ehe sie wieder unter Kontrolle gebracht werden konnte. Während des Vorfalls wurden die Belastungsgrenzen der Challenger überschritten, weshalb sie abgeschrieben werden musste.[48] Fünf der neun Insassen der Challenger wurden verletzt, davon zwei schwer.[49]

- Am 1. Juli 2022 landete ein A380-800 (Flug EK430) aus Dubai kommend mit einem geplatzten Reifen und einem großen Loch in der Außenhaut in Brisbane (Australien). Passagiere und Crew berichteten, nach dem Start einen lauten Knall gehört zu haben. Die Crew im Cockpit hielt es für einen geplatzten Reifen. Aus diesem Grund setzte man den Flug wie geplant fort und landete 13,5 Stunden später in Brisbane, wobei einer der Piloten kurz vor der Landung die Flugsicherung in Brisbane über den Vorfall informierte und darum bat, dass die Flughafenfeuerwehr vorsorglich ausrücken solle und eine möglichst lange Landebahn zur Verfügung gestellt werden müsse. Die Landung verlief ohne Probleme. Experten vermuten, dass der Reifen platzte, als das Fahrwerk bereits eingefahren war, und dadurch das Loch in der Außenhaut entstand.[50]

## Werbung

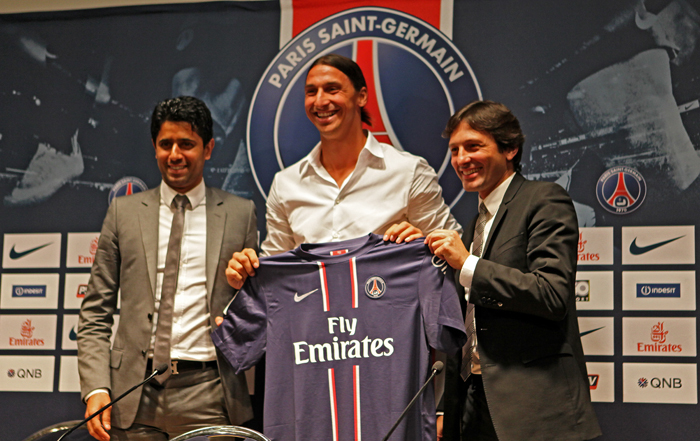
Zlatan Ibrahimović präsentiert sein Trikot mit Emirates-Werbung

Emirates investiert rund 3,5 Prozent ihres Umsatzes jährlich in Werbung, davon rund die Hälfte in Sponsoring. Einer Umfrage zufolge kennen 30 Prozent der Deutschen die Marke „Emirates“, nachdem die Fluggesellschaft im Jahr 2006 Partnerfluggesellschaft der Fußball-Weltmeisterschaft in Deutschland war.
Sponsorenverträge existieren in folgenden Bereichen:
- Emirates war bis 2020 der Hauptsponsor des Hamburger SV.
- Seit der Saison 2006/07 ist Emirates der Hauptsponsor des FC Arsenal in der Premier League sowie Sponsor dessen Stadions, des Emirates Stadium und Trikotsponsor von Paris Saint-Germain und Benfica Lissabon.
- Emirates ist seit 2007 einer von sieben Hauptsponsoren der FIFA und deckt hier das Segment Luftfahrt ab.
- Emirates ist Titelsponsor des neuseeländischen America’s-Cup-Teams.
- Seit der Saison 2010/11 ist Emirates Hauptsponsor der AC Mailand. Es wurde ein Vierjahresvertrag unterzeichnet. Nach Erweiterungen im Jahr 2014, 2020 und 2022 läuft der aktuelle Vertrag bis 2028.[52]
- Seit der Saison 2010/11 ist Emirates auch Sponsor von Real Madrid. Es wurde ein Fünfjahresvertrag unterzeichnet. 2013 wurde der Vertrag vorzeitig verlängert und erweitert, so dass Emirates ab der Saison 2013/14 auch auf den Spielertrikots präsent wurde.[53]
- Seit der Saison 2015/16 ist Emirates Hauptsponsor des englischen FA Cups, dieser heißt seitdem auch Emirates FA Cup.[54]

Darüber hinaus engagiert sich Emirates in den Sportarten Australian Football, Rugby, Cricket, Golf, Pferderennen, Powerboat-Rennen, Tennis sowie in der Formel 1.
Von 2012 bis 2022 sponserte Emirates mit der Emirates Air Line (heute IFS Cloud Cable Car, kurzzeitig London Cable Car) die erste städtische Seilbahn über die Themse in London zwischen Greenwich Peninsula und den Royal Victoria Docks. Die Verbindung wurde auch in das Streckennetz von Transport for London aufgenommen und ist beispielsweise in den Netzplänen eingezeichnet.

## Trivia
- Nach einer Studie von 2013 der britischen Beratungsfirma Brand Finance ist der Markenname „Emirates“ mit rund vier Milliarden Dollar der wertvollste Name aller Fluggesellschaften.[55]
- Emirates hat am 2. Dezember 2013 den Liniendienst mit dem Airbus A380-800 von Dubai nach Los Angeles aufgenommen. Die Ultra-Langstrecke war für mehrere Wochen der längste A380-Linienflug weltweit, bis sie durch Qantas auf der Route von Sydney nach Dallas abgelöst wurde. Die A380-800 verließ den Flughafen Dubai am Montag auf dem Emirates-Flug 215 und landete nach 16 Stunden und 20 Minuten Flugzeit am Los Angeles International Airport, 13.420 km entfernt.[56] Seit dem 1. März 2016 bedient Emirates mit der Strecke Dubai–Auckland eine mit 14.200 km längere Route, die bis dahin den längsten Linienflug darstellt. Die Flugzeit von Dubai nach Auckland beträgt dabei 16 Stunden und fünf Minuten, während der Rückflug nach Dubai aufgrund von Gegenwinden 17 Stunden und 20 Minuten dauert.[57] Seit dem 11. Oktober 2018 hält Singapore Airlines mit einem Flug von Newark nach Singapur den Rekord.[58]
- Emirates bietet als erste Luftfahrtgesellschaft weltweit Hörfilme für Blinde und Sehbehinderte an. Bereits 2007 war Emirates die erste Luftfahrtgesellschaft, die Untertitel für Schwerhörige anbot.[59]
- Mit Ausnahme ihres Geschäftsreiseflugzeugs betreibt Emirates ausschließlich Großraum-Langstreckenflugzeuge.